# Fair Bluff
Fair Bluff is een plaats (town) in de Amerikaanse staat North Carolina, en valt bestuurlijk gezien onder Columbus County.

## Demografie
Bij de volkstelling in 2000 werd het aantal inwoners vastgesteld op 1181.
In 2006 is het aantal inwoners door het United States Census Bureau geschat op 1168, een daling van 13 (-1,1%).

## Geografie
Volgens het United States Census Bureau beslaat de plaats een oppervlakte van
5,6 km², geheel bestaande uit land. Fair Bluff ligt op ongeveer 20 m boven zeeniveau.

## Plaatsen in de nabije omgeving
De onderstaande figuur toont nabijgelegen plaatsen in een straal van 16 km rond Fair Bluff.